# Crotalus mitchellii
Crotalus mitchellii, noto comunemente come crotalo chiazzato, è una specie velenosa di serpente, che si trova negli Stati Uniti sudoccidentali e Messico settentrionale. Cinque sottospecie sono attualmente riconosciute, compresa la tipica forma qui descritta.

## Descrizione
In genere, questa specie non supera i 100 cm di lunghezza, gli esemplari maschi adulti fra 90 e 100 cm. La specie che si trova sull'isola Angel de la Guarda è nota per essere più grande, la massima lunghezza registrata è stata di 136,7 cm. Invece, soltanto gli esemplari dell'isola El Muerto raggiungono un massimo di 63,7 cm.

## Habitat
Si trova nel sudovest degli USA e a nord del Messico. Negli USA varia dalla California centrorientale e meridionale, Nevada sudoccidentale, Utah sudoccidentale e Arizona occidentale. Nel Messico si trova nella maggior parte della Baja California, incluso Baja California Sur. Abita anche un numero di isole nel golfo di California, come l'isola Angel de la Guardia, Carmen, Cerralvo, El Muerto, Espìritu Santo, Monserrate, Piojo, Salsipuedes, San José e pure nell'isola Santa Margherita, a poca distanza dalla costa di Baja California Sur.

## Sottospecie
- C. m. angelensis, nell'isola Angel de la Guarda
- C. m. mitchellii, in Baja California Sur
- C. m. muertensis, nell'isola di El Muerto
- C. m. pyrrhus, in California, nevada, Utah, Arizona
- C. m. stephensi, in California centrorientale e Nevada sudoccidentale

## Tassonomia
Grismer (1999) ha intuito che C. m. angelensis e C. m. muertensis sono due specie distinte, a causa principalmente alle differenze nella dimensione del corpo.